# Brian McMahon
Brian McMahon (født 24. juli 1961 i Toronto) er en canadisk tidligere roer og olympisk guldvinder.
McMahon, som var styrmand, kom med i den canadiske landsholdstrup i begyndelsen af 1980'erne, og han deltog første gang ved VM i 1983 i otteren, der blev nummer otte.
McMahon var også med i denne båd til OL 1984 i Los Angeles. Båden blev toer i det indledende heat efter New Zealand og måtte dermed i opsamlingsheat, hvor de blev toer efter Australien. Canadierne var nu i finalen, hvor de kom til at kæmpe en indædt kamp mod USA, men endte med at vinde guld, 0,42 sekund foran amerikanerne, mens Australien vandt bronze. Det var Canadas første guldmedalje i otteren nogensinde og landets første OL-guld i roning siden 1964. Udover McMahon bestod bådens besætning af Dean Crawford, John Michael Evans, Blair Horn, Paul Steele, Mark Evans, Kevin Neufeld, Pat Turner og Grant Main.
Efter OL 1984 fortsatte han i otteren ved de næste tre VM, hvor de blev henholdsvis nummer ti, ni og fem. Ved de olympiske lege i 1988 i Seoul indledte canadierne med en andenplads efter Sovjetunionen i deres indledende heat og måtte derpå i opsamlingsheatet. En andenplads efter USA betød deltagelse i A-finalen, men her blev canadierne nummer seks og sidst, mere end otte sekunder efter de vesttyske vindere.
Han er sammen med resten af otterbesætningen fra OL 1984 optaget i British Columbia Sports Hall of Fame og i Canadas Olympiske Hall of Fame.

## OL-medaljer
- 1984:  Guld i otter